# Dia Internacional da Solidariedade Humana
O Dia Internacional da Solidariedade Humana, comemorado anualmente a 20 de Dezembro, foi implementado pelas Nações Unidas em 2005. Tem como principal objetivo reconhecer o valor universal da solidariedade, e a incentivar os Estados membros a formular e a compartilhar estratégias de redução da pobreza a nível mundial. 

## História
O Dia Internacional da Solidariedade Humana foi implementado sob a égide da Declaração do Milénio das Nações Unidas. Esta determina os direitos civis e políticos de todos os indivíduos na era moderna e promove as relações de política externa entre os estados membros e a ONU. Foi formalmente instituído no dia 22 de Dezembro de 2005, com a assinatura da resolução 60/209, que reconheceu a solidariedade como valor fundamental e universal.
Este dia é promovido pelo Fundo Mundial de Solidariedade e pelo Programa das Nações Unidas para o Desenvolvimento, que estão focados em atingir as metas estabelecidas para a erradicação da pobreza em todo o mundo.

## Objectivos
De acordo com as Nações Unidas, o Dia Internacional da Solidariedade Humana pretende:
- celebrar nossa união na diversidade
- lembrar os governos que devem respeitar os seus compromissos para com os acordos internacionais;
- sensibilizar a opinião pública para a importância da solidariedade;
- incentivar o debate sobre as formas de promoção da solidariedade, para a consecução dos Objetivos de Desenvolvimento Sustentável, nomeadamente a erradicação da pobreza;
- incentivar novas iniciativas que visem a erradicação da pobreza.

## Ligações Externas
- Site Oficial | Dia Internacional da Solidariedade Humana
- ONU | Campanha do dia Internacional da Solidariedade Humana em 2018: HeForShe
- ONU News | Dia Internacional da Solidariedade Humana